# Valeri Pronkin
Valeri Pronkin (15 de junio de 1994, Nizhny Novgorod, Rusia) es un atleta ruso, especialista en la prueba de lanzamiento de martillo, con la que llegó a ser medallista de bronce mundial en 2017.

## Carrera deportiva
En el Mundial de Londres 2017 gana la medalla de bronce en lanzamiento de martillo, participando como atleta neutral autorizado, quedando en el podio tras el polaco Paweł Fajdek y por delante de otro polaco Wojciech Nowicki.